# Aristea
Genre
Classification phylogénétique
Aristea est un genre de plantes de la famille des Iridaceae.
Ce sont des plantes vivaces, herbacées et rhizomateuses
Le genre comprend 56 espèces qui sont distribuées dans les régions tropicales et en Afrique australe, ainsi qu'à Madagascar. Le nom du genre est dérivé du mot grec arista, signifiant « excellent/meilleur ».

## Liste d'espèces
Selon World Checklist of Selected Plant Families (WCSP) (30 janv. 2011) :
- Aristea abyssinica Pax (1892)
- Aristea africana (L.) Hoffmanns. (1824)
- Aristea alata Baker, J. Linn. Soc. (1885)
- Aristea anceps Eckl. ex Klatt (1866)
- Aristea angolensis Baker, Trans. Linn. Soc. London (1878)
- Aristea angustifolia Baker, J. Linn. Soc. (1884)
- Aristea bakeri Klatt (1894)
- Aristea biflora Weim., Acta Univ. Lund., n.s. (1940)
- Aristea cantharophila Goldblatt & J.C.Manning (1997)
- Aristea capitata (L.) Ker Gawl. (1802)
- Aristea cistiflora J.C.Manning & Goldblatt (2005)
- Aristea cladocarpa Baker, J. Linn. Soc. (1884)
- Aristea compressa Buchinger ex Baker, J. Linn. Soc. (1877)
- Aristea cuspidata Schinz (1906)
- Aristea dichotoma (Thunb.) Ker Gawl. (1827)
- Aristea djalonis A.Chev. ex Hutch. (1936)
- Aristea ecklonii Baker, J. Linn. Soc. (1877)
- Aristea elliptica Goldblatt & A.P.Dold (2005)
- Aristea ensifolia J.Muir (1922)
- Aristea fimbriata Goldblatt & J.C.Manning (1997 publ. 1998)
- Aristea flexicaulis Baker (1892)
- Aristea galpinii N.E.Br. ex Weim., Acta Univ. Lund., n.s. (1940)
- Aristea gerrardii Weim., Acta Univ. Lund., n.s. (1940)
- Aristea glauca Klatt (1882)
- Aristea goetzei Harms (1900)
- Aristea grandis Weim., Acta Univ. Lund., n.s. (1940)
- Aristea humbertii H.Perrier (1939)
- Aristea inaequalis Goldblatt & J.C.Manning (1997 publ. 1998)
- Aristea juncifolia Eckl. ex Baker (1876)
- Aristea kitchingii Baker, J. Linn. Soc. (1884)
- Aristea latifolia G.J.Lewis (1952)
- Aristea lugens (L.f.) Steud., Nomencl. Bot., ed. 2 (1840)
- Aristea madagascariensis Baker (1876)
- Aristea montana Baker (1896)
- Aristea monticola Goldblatt (1971)
- Aristea nana Goldblatt & J.C.Manning (2005)
- Aristea nigrescens J.C.Manning & Goldblatt (2007)
- Aristea nyikensis Baker (1897)
- Aristea oligocephala Baker (1892)
- Aristea palustris Schltr. (1899)
- Aristea pauciflora Wolley-Dod (1900)
- Aristea platycaulis Baker (1887)
- Aristea polycephala Harms (1900)
- Aristea pusilla (Thunb.) Ker Gawl. (1804)
- Aristea racemosa Baker (1876)
- Aristea ranomafana Goldblatt, Bull. Mus. Natl. Hist. Nat., B (1995)
- Aristea recisa Weim., Acta Univ. Lund., n.s. (1940)
- Aristea rigidifolia G.J.Lewis, Acta Univ. Lund., n.s. (1940)
- Aristea rupicola Goldblatt & J.C.Manning (1997 publ. 1998)
- Aristea schizolaena Harv. ex Baker (1876)
- Aristea simplex Weim., Acta Univ. Lund., n.s. (1940)
- Aristea singularis Weim., Acta Univ. Lund., n.s. (1940)
- Aristea spiralis (L.f.) Ker Gawl. (1804)
- Aristea teretifolia Goldblatt & J.C.Manning (1997)
- Aristea torulosa Klatt (1882)
- Aristea zeyheri Baker (1892)

## Pour approfondir
- P. Goldblatt (1995). Notes on Aristea Aiton (Iridaceae: Nivenioideae): Taxonomy, Chromosome Cytology, and Phylogeny. Annals of the Missouri Botanical Garden, Vol. 82, No. 1 (1995), pp. 139-145
- P. Goldblatt, A. P. Dold et J. C. Manning  (2005). Three cryptic new species of Aristea (Iridaceae) from southern Africa.. Bothalia 4:121-128.
- P. Goldblatt, John C. Manning et Roy E. Gereau (2002). Nomenclatural Clarification in Aristea Section Racemosae (Iridaceae) in the Cape Flora of South Africa Novon, Vol. 12, No. 2 (Summer, 2002), pp. 190-195
- W. Marais. (1987). Notes on Aristea (Iridaceae) in East Africa. Kew Bulletin, Vol. 42, No. 4, p. 932